# Palik László
Palik László (Tatabánya, 1962. január 13. –) sportriporter, újságíró, üzletember, tereprali-versenyző, a Hungaroring Zrt. volt elnöke. Korábban a TV2-n futó Exatlon Hungary és a Fuss, család, fuss! műsorvezetője, jelenleg a Manna FM-en futó Palikék Világa műsorvezetője és az ukrán menekülteket segítő HelpU Radio ötletgazdája, elindítója, valamint a TV2-n futó Legyen Ön is Milliomos! című kvízműsor műsorvezetője.

## Élete
Palik József és Surányi Mária gyermekeként született.
Felsőfokú tanulmányait a Marx Károly Közgazdaságtudományi Egyetemen végezte 1981–1985 között. 1986–1995 között az MTV Telesport szerkesztőségének munkatársa, 1991–1992 között osztályvezetője volt. A Scriptum Rt. igazgatótanácsának tagja volt.

### A sportriporter
Több évtizede ismert televíziós. A Formula–1-es magyar nyelvű közvetítések meghatározó hangja. 1995-ig volt a Magyar Televízió belső munkatársa, távozása után 1996-tól 1999-ig az Eurosport kommentátora volt. 1997 közepétől 1998 végéig, majd 2000-2001-ben az MTV-n, 2002-től 2010-ig pedig az RTL Klubon külső munkatársként közvetítette a Formula–1-es futamokat. Első közvetítése az 1989-es francia nagydíjon volt, míg utoljára a 2010-es brit nagydíjon hallhatták a nézők. 1992-ben és 2000-ben az olimpiai közvetítések műsorvezetője volt a budapesti stúdióban.
Egyik híres mondata az 1997-es Formula–1 magyar nagydíjon hangzott el: „Hová tűnt Damon Hill?!”
A sport mellett másfajta műsorokban is feltűnt, főképp Héder Barnával közösen, akivel az egyetemi tanulmányaik idején ismerkedtek meg. Ők indították az Ötöd-ölő telefonos játékot, ennek sajátossága az volt, hogy a nézők a műsorvezetők ellen játszhattak. Vezette még a Mixi-show-t, A kulcsot és egy időben a Lottó-show-t.

### A versenyző
2002-ben, Szalay Balázs navigátoraként vett részt először a világ legelismertebb tereprali futamán, a Dakar-ralin. 2003-tól már versenyzőként indul. 2005-ben a 18. helyen végzett, ami máig a legjobb magyar eredmény az autósok között.

#### Dakar-ralin elért eredményei
| Év   | Autó           | Navigátor     | Helyezés |
| ---- | -------------- | ------------- | -------- |
| 2002 | Chevrolet      |               | kiesett  |
| 2003 | Toyota         | Darázsi Gábor | 52.      |
| 2004 | Bowler Wildcat | Darázsi Gábor | kiesett  |
| 2005 | Nissan Navara  | Darázsi Gábor | 18.      |
| 2006 | Nissan Navara  | Darázsi Gábor | kiesett  |
| 2007 | Nissan Navara  | Darázsi Gábor | 27.      |
| 2009 | Nissan Navara  | Darázsi Gábor | 21.      |

### Az üzletember
Héder Barnával közösen alapította meg a Híd Rádió Kft.-t. Ez a társaság működtette a Budapest környékén fogható Rádió Bridge (1991–1999) kereskedelmi adót, megszerezte az Autó-Motor magazin kiadási jogát, majd ugyancsak ennek a keretében szervezték meg az 1996. január 1-jén indult magyar nyelvű Eurosport-adást. A kft.-t 1999-ben adták el.
2001-ben nevezték ki a Hungaroring Sport Rt. elnökének. 2010 szeptemberétől Gyulay Zsolt váltotta Palik Lászlót a Hungaroring elnöki székében.

### A visszatérés
2018. december 6-án jelentették be, hogy Palik fogja vezetni a TV2 új ügyességi vetélkedőjét, a 2019. január 2-án indult Exatlon Hungary-t. Azonban három évad után távozott a műsorból.
2019. május 26-án ő vezette a TV2 EP választási műsorát.
2019. október 7-től 1 hónapon át a TV2-n futó Fuss, család, fuss! című sport-realitynek volt a műsorvezetője.
2021 óta a YouTube-on futó "Palikék világa by Manna" című podcast egyik műsorvezetője.
2024-ben visszatért a TV2-höz, ahol a Legyen Ön is Milliomos! című kvízjátékot vezeti.

## Családja
Első felesége Fon Gabi színésznő, rádiós műsorvezető, szerkesztő. A második házassága Ocskó Katalin bírónővel 1989-ben kötettett, ebből született lánya, Juli.  A lányuk 8 éves korában, az 1990-es évek végén váltak el.  2005-ben házasodott össze  Marsi Anikóval, majd 2006-ban született fiuk Vilmos és 2009-ben Vince. A család Vilmos légúti betegségének kezelése miatt 2010-ben Ausztráliába költözött. A család később Spanyolországba költözött, a felesége 2016-ban hazajött, de Palik és fiai Mallorcán maradtak. Ezt követően az Exatlon forgatása miatt Dominikára ment, így eltávolodtak a házastársak. Hivatalosan 2021 végén vált el Marsitól, de már ezt megelőzően különéltek. 2021-ben egy rövid kapcsolata alakult ki Cservenák Alexandrával, az Exatlon Hungary 2 versenyzőjével. Majd még 2021-ben jött össze Erős Petra ügyvédnővel, akivel azóta egy párt alkotnak. 